# Яліца Апарисіо
Яліца Апарисіо Мартінес (ісп. Yalitza Aparicio Martínez; 11 грудня 1993) — мексиканська акторка й освітянка. Її дебютна роль Клео у фільмі Альфонсо Куарона 2018 року «Рома» принесла їй номінацію на премію «Оскар» за кращу жіночу роль.

## Життя і кар'єра
Народилася 11 грудня 1993 року в Еройка-Сьюдад-де-Тлахьяко, Оахака. Її батьки мають корінне походження; батько — міштек, а мати — трик. Однак вона не володіє міштекською мовою і вивчила її для фільму «Рома». Апарисіо виховувала мати-одиначка, яка працювала покоївкою. У неї є науковий ступінь у галузі дошкільної освіти. Вона не навчалася акторської майстерності, за фахом — педагог дошкільної освіти.
Роль у фільмі «Рома» (2018) принесла їй номінацію на премію «Оскар» за найкращу жіночу роль. Вона також отримала номінації в цій категорії на преміях Асоціації кінокритиків Чикаго, Кінопремії «Вибір критиків», «Голлівудської кінопремії», «Готем», «Об'єднання кінокритиків Сан-Франциско», «Супутник» та «Об'єднання кінокритикинь», а також визнання від Time та The New York Times.
У 2020 році Апарісіо була запрошена стати членкинею Академії кінематографічних мистецтв і наук.
У 2021 році акторка з'явилася у пісні "América Vibra" разом із Natiruts та Зіггі Марлі. У 2022 році Апарісіо з'явилася в мексиканському фільмі жахів "Присутність". Того ж року вона мала повторювану роль Місяця в чотирьох епізодах другої серії американського комедійного серіалу Los Espookys і знялася в третьому епізоді мексиканського антологічного серіалу Mujeres asesinas.

## Фільмографія
| Рік  | Українська назва    | Оригінальна назва | Роль     | Примітки   |
| ---- | ------------------- | ----------------- | -------- | ---------- |
| 2018 | Рома                | Roma              | Клео     |            |
| 2022 | —                   | Presencias        | Пауліна  |            |
| 2022 | —                   | Los Espookys      | The Moon | 4 епізоди  |
| 2023 | Приманка для лікаря | La gran seducción | Ана      |            |
| 2024 | Нічна родина        | Midnight Family   | Ана      | 8 епізодів |

## Нагороди та номінації
| Кінофестиваль/Кінопремія          | Рік  | Категорія                              | Фільм | Результат |
| --------------------------------- | ---- | -------------------------------------- | ----- | --------- |
| Асоціація кінокритиків Чикаго     | 2018 | Найкраща акторка                       | Рома  | Номінація |
| Асоціація кінокритиків Чикаго     | 2018 | Найбільш перспективний виконавець      | Рома  | Номінація |
| Готем                             | 2018 | Прорив                                 | Рома  | Номінація |
| Кінопремія Голлівуду              | 2018 | Нова Голівудська премія                | Рома  | Перемога  |
| Оскар                             | 2019 | Найкраща акторка                       | Рома  | Номінація |
| Об'єднання кінокритикинь          | 2019 | Найкраща акторка                       | Рома  | Номінація |
| Об'єднання кінокритикинь          | 2019 | Найкращий прорив                       | Рома  | Номінація |
| Об'єднання кінокритиків Остіну    | 2019 | Нагорода за прорив                     | Рома  | Номінація |
| «Вибір критиків»                  | 2019 | Найкраща акторка                       | Рома  | Номінація |
| Грузинська асоціація кінокритиків | 2019 | Найкраща акторка                       | Рома  | Номінація |
| Грузинська асоціація кінокритиків | 2019 | Нагорода за прорив                     | Рома  | Номінація |
| Супутник                          | 2019 | Найкраща акторка у драматичному фільмі | Рома  | Номінація |